# كيرستن ميلر
كيرستن ميلر (بالإنجليزية: Kirsten Miller)‏ (و. 1973  م) هي روائية، وكاتِبة، وكاتبة للأطفال، وكاتبة خيال علمي أمريكية، ولدت في نيويورك.